# فيل موس
فيل موس (بالإنجليزية: Phil Moss)‏ (5 أكتوبر 1971 بلندن في المملكة المتحدة - ) هو مدرب كرة قدم ولاعب كرة قدم أسترالي في مركز الدفاع. لعب مع إيسترن سوبيربز وNorth West Sydney Spirit FC ‏ وFraser Park FC ‏ وManly United FC ‏.

## وصلات خارجية
- فيل موس على موقع قاعدة بيانات كرة القدم.إي يو (الإنجليزية)